# Klein Schallun
Klein Schallun war eine Einzelsiedlung im Wohnplatz Schallun im Ortsteil Falkenberg der Gemeinde Altmärkische Wische im Landkreis Stendal in Sachsen-Anhalt.

## Geografie
Klein Schallun, eine Einzelsiedlung, war der östliche Teil des Wohnplatzes Schallun. Er liegt etwa vier Kilometer südöstlich der Hansestadt Seehausen (Altmark) im Nordwesten des Ortsteils Falkenberg am Flüsschen Tauber Aland. Klein Schallun war noch 1958 ein Wohnplatz. Der benachbarte westliche Teil von Schallun hieß früher Groß Schallun.
Nachbarorte sind Biesehof im Westen und Falkenberg im Südosten.

## Geschichte
Im Jahre 1688 wurden Lehnstücke vor Werben, die Esse genannt, erwähnt. Sie gehörten zu einem Hof in Neukirchen, mit dem Heinrich Barfels beleht wurde. 1727 wurde die Esse beim Schalluhn im Teilungsrezeß des Freisassen Dahms mit seinen Geschwistern über den Hof zu Calentimp und die Esse beim Schalluhn, das ein Afterlehngut der von der Schulenburg war. In der Verkaufsurkunde des Ortes von 1729 ist die Rede von einem Ort Landes, die Eße genannt.  1804 heißt es Esse, oder der kleine Schallun und war ein Freihof. Im Jahre 1820 heißt der Ort Schalluhn (Klein) oder Blockland, mit Calentimp oder die Eße. Erst 1905 heißt die Siedlung Klein Schallun. Zuletzt hieß sie noch 1958 Klein Schallun. Danach wird die Siedlung nicht mehr genannt. Sie ist im Wohnplatz Schallun aufgegangen.

### Einwohnerentwicklung
| Jahr | Einwohner |
| ---- | --------- |
| 1801 | 08        |
| 1885 | 28        |
| 1895 | 33        |
| 1905 | 25        |